# Костшин над Одрон
Ко̀стшин над О̀дрон (на полски: Kostrzyn nad Odrą; на немски: Küstrin; на латински: Cozsterine) е град в Западна Полша, Любушко войводство, Гожовски окръг. Административно е обособен в самостоятелна градска община с площ 46,14 км2. Към 2012 година населението му възлиза на 18 111 души.